# Barbe de Boulogne
Pour les articles homonymes, voir Boullogne.
Madame Barbe d'Aillebout, dite Barbe de Boulogne, était une laïque canadienne proche des Ursulines de Québec.

## Jeunesse, mariage
S'étant vouée à la virginité dès son jeune âge, Barbe de Boulogne ne s'engagea dans les liens du mariage avec Louis d'Aillebout qu'à la condition expresse que son mari respecterait sa promesse faite à Dieu. Le gouverneur d'Ailleboust accepta les conditions de ce mariage et vécut dans l'abstinence.
Louis d'Ailleboust de Coulonge était originaire de Champagne. Il arrive au Canada au printemps 1643, avec sa femme et sa belle-sœur, où la Société de Montréal l'avait envoyé pour porter secours à M. de Maisonneuve, occupé à défendre sa colonie naissante contre les Iroquois. Après avoir séjourné assez longtemps à Montréal, d'Ailleboust, devenu gouverneur, vint résider à Québec, puis il retourna à Montréal pour y mourir le 31 mai 1660. Après son décès, sa veuve s'installe à Québec dans l'intention d'y finir ses jours.
Madame d'Ailleboust qui, selon ses contemporains, « joignait la beauté physique à la distinction de l'esprit et à la vertu », eut de nombreux admirateurs. Parmi eux, le gouverneur Courcelle et l'intendant Talon la demandèrent en mariage, mais elle refusa. Son plan était de quitter le monde pour s'enfermer dans un cloître. À deux reprises, elle entre comme novice au monastère des Usulines, mais il semble qu'elle n'avait pas réellement la vocation religieuse. Voilà ce que dit l'ouvrage l'Histoire des Ursulines à propos de ces tentatives : « Après huit ou neuf mois d'épreuves, passés au milieu d'une troupe joyeuse de novices, cette aimable dame, aussi humble que pieuse, se jugea elle-même incapable d'embrasser notre état de vie, et elle quitta le monastère, pour reprendre au milieu du monde sa vie de bonnes œuvres et d'édification. »
C'est à partir de ces échecs que Barbe de Boulogne s'occupe à établir dans Québec une « confrérie d'œuvres pieuses et charitables », et elle réussit bientôt à fonder, sous la direction du Père jésuite Chaumonot, la société dite de la Sainte Famille.

## Installation à l'Hôtel-Dieu de Québec
Alors que des fièvres contagieuses éclatent parmi les troupes qui avaient accompagné M. de Tracy à Québec, Madame d'Aillebout fait tout son possible pour porter secours aux malheureux qui emplissent les salles de l'Hôtel-Dieu de Québec.
C'est au contact des religieuses qu'elle prend goût à la vie retirée, et elle vient finalement vivre à leur côté, comme pensionnaire de la maison. Pour mieux assurer son existence au milieu des Hospitalières, elle leur donne tous les biens dont elle peut disposer sans nuire à ses héritiers. Le legs est important : plusieurs terres de valeur, une maison à Québec, une autre à Montréal, des fonds en France, et un mobilier assez opulent.
Une fois ces questions matérielles réglées, madame d'Aillebout se fait loger dans un appartement dépendant de l'Hôtel-Dieu, mais situé en dehors de la communauté. Elle prend pour confesseur le Père jésuite Chastelain, qui est aussi le confesseur des religieuses. Madame d'Aillebout passe ainsi une douzaine d'années dans cet établissement fondé en 1639. Elle est regardée par les membres de la communauté comme « un sujet d'édification pour les sœurs », de par sa grande piété et sa dévotion.

## Don de prophétie, visions et faits marquants
Barbe de Boulogne est considérée comme ayant bénéficié de certains dons miraculeux, comme la prophétie ou les visions inspirées par Dieu. L'annaliste de l'Hôtel-Dieu nous a laissé ces lignes à propos des vertus et des dons supposés de Barbe de Boulogne :
« Notre-Seigneur honorait cette sainte âme de plusieurs connaissances extraordinaires, et comme elle prenait grand soin de les tenir secrètes, fort peu de personnes savaient les faveurs qu'elle recevait de Dieu. Le R. P. Chastelain, son confesseur et le nôtre, lui avait permis de les communiquer à quelques religieuses de cette maison, dont la vertu et la discrétion lui étaient connues, jugeant bien que cela pouvait servir à augmenter leur amour pour Dieu et leur ardeur pour la vertu. Aussi ces communications produisaient plusieurs biens, comme la conversion de plusieurs pécheurs, la délivrance des âmes du purgatoire, la reconnaissance envers Dieu des grâces qu'il faisait à certaines personnes, et enfin plusieurs pratiques de dévotion pour apaiser la justice, ou pour fléchir la miséricorde de Dieu en faveur de ce pauvre pays. »

### Prophétie concernant l'Hôtel-Dieu
Lorsque l'abbé Joseph Séré de la Colombière arrive à Québec, en 1682, il visite l'Hôtel-Dieu en compagnie de plusieurs autres prêtres qui doivent, comme lui, aller résider à Montréal.
Les religieuses les conduisent chez madame d'Aillebout, où ils discutent de choses spirituelles. Après leur départ, elle dit à une religieuse, en parlant de M. de la Colombière: « Cet ecclésiastique gouvernera un jour cette maison (l'Hôtel-Dieu), et il a été envoyé de Dieu pour cela ». Or, c'était peu vraisemblable, vu que M. de la Colombière était envoyé par les Sulpiciens de Paris à leur maison de Montréal. Après avoir séjourné là-bas durant plusieurs années, il revient cependant à Québec, comme l'avait prédit madame d'Aillebout, et devient effectivement le supérieur de l'Hôtel-Dieu.

### Visions de purgatoire
La sœur Juchereau de Saint-Ignace rapporte en ces termes un autre fait relatif à madame d'Aillebout :
« Quand la Mère Guillemette de Saint-Augustin mourut, en 1675, nous fîmes le plus promptement qu'il nous fut possible les prières que nous lui devions, et nous en ajoutâmes d'autres, et des pratiques de pénitence, afin de la soulager. Madame d'Aillebout nous disait toujours que cette âme était retenue dans le purgatoire. Trois mois se passèrent, sans que Dieu lui fît connaître autre chose là-dessus, sinon qu'elle souffrait. Nous redoublions nos dévotions, et nous nous étonnions de ce qu'une fille vertueuse, qui avait mené une vie souffrante, avec une grande patience, était si redevable à la justice de Dieu. Quatorze mois s'écoulèrent dans cette inquiétude; et enfin, au bout du temps, la Mère de la Nativité mourut. Elle avait été supérieure de la Mère Guillemette; celle-ci lui résistait quelquefois dans ce qui concernait La conduite des novices, dont elle avait le soin. La Mère de la Nativité répondit que, puisqu'il la laissait maîtresse du sort de cette âme, elle ne voulait pas retarder d'un seul moment son bonheur, et qu'elle désirait lui donner dès cet instant la jouissance de Dieu. »
La Mère de la Nativité était une religieuse modèle, et d'après toutes les apparences, elle était morte en odeur de sainteté. Cependant, au moment même de sa mort, madame d'Aillebout déclare l'avoir vue « à genoux devant Notre-Seigneur assis sur un trône de gloire, ayant de chaque côté deux rangées d'Hospitalières qui accusaient la Mère de la Nativité d'avoir accordé trop facilement des permissions, de crainte de chagriner ses inférieures, d'avoir trop recherché la protection des grands du monde et d'avoir trop favorisé les pauvres au préjudice de la communauté ». Selon elle, Dieu condamne alors la religieuse au purgatoire, d'où elle ne sort que six semaines plus tard. Madame d'Aillebout prétend l'avoir vue alors « toute brillante de gloire ».

### Sursis inexplicable
Une des dévotions de madame d'Aillebout consistait à prier pour les personnes qui devaient mourir dans la journée. Au cours d'une nuit de prières, elle se sent « si fortement sollicitée d'invoquer le secours d'en haut pour les moribonds », qu'elle ne peut s'endormir qu'après avoir obtenu l'assurance que Dieu exaucerait ses oraisons.
Durant la soirée, deux hommes s'étaient battus en duel en plein Québec. L'un d'eux, un huguenot, avait reçu un coup d'épée dans la poitrine. On court chercher l'abbé de Bernières, curé de la paroisse, qui met tout en œuvre pour convertir cet homme, agonisant dans une salle de l'Hôtel-Dieu où on l'avait transporté et au bout de deux heures, le huguenot meurt converti. Le lendemain, un médecin pratique un semblant d'autopsie et constate que le cœur avait été transpercé. Selon toute logique, le coup aurait dû être immédiatement fatal. Mais l'homme avait survécu deux heures, fait que ses contemporains attribueront aux prières de madame d'Aillebout.

## Décès
Barbe de Boulogne meurt le 7 juin 1685, à l'âge de 70 ans. Elle est inhumée dans les caveaux de l'Hôtel-Dieu de Québec.

## Source
DIONNE, Narcisse-Eutrope. Serviteurs et servantes de Dieu au Canada, 1904.